# 達尼奇
51°47′5″N 31°0′56″E / 51.78472°N 31.01556°E
達尼奇（烏克蘭語：Даничі），是烏克蘭北部的村莊，隸屬切爾尼希夫州的切爾尼希夫區。該村面積1.71平方公里，海拔高度147米，2001年人口346，人口密度每平方公里202.3人。